# Ugo Agostoni
Ugo Agostoni (Lissone, 27 de julio de 1893 – Desio, 26 de septiembre de 1941) fue un ciclista italiano que fue profesional entre 1911 y 1924. A lo largo de su carrera deportiva consiguió 6 victorias, las más importantes de las cuales serían la Milán-San Remo de 1914 y una etapa al Giro de Italia.
El 1946, en su pueblo natal, se creó la Coppa Agostoni en honor suyo.

## Palmarés
- 1910 (amateur)
  - 1º en la Grande Cursa del Siglo
  - 1º en la carrera Mar-Montaña-Lago
- 1911
  - Vencedor de una etapa a la Roma-Nápoles-Roma
- 1912
  - 1º en el Giro de Emília
- 1914
  - 1º en la Milán-San Remo
- 1920
  - Vencedor de una etapa al Giro de Italia

### Resultado al Giro de Italia
- 1911. Abandona
- 1912. 2º de la clasificación por equipos, junto a Carlo Durando, Angelo Gremo y Domenico Alassia.
- 1913. 11º de la clasificación general
- 1914. Abandona
- 1919. 5º de la clasificación general
- 1920. 7º de la clasificación general y vencedor de una etapa
- 1921. Abandona
- 1922. Abandona
- 1923. Abandona

### Resultado al Tour de Francia
- 1912. Abandona (2ª etapa)